# Martyr (insecto)
Martyr es un  género de coleópteros adéfagos perteneciente a la familia Carabidae.

## Especies
Comprende las siguientes especies:
- Martyr alter Semenov & Znojko, 1929
- Martyr praeteritorum Semenov & Znojko, 1929